# VfL Erp
Der VfL Erp (offiziell: Verein für Leibesübungen Erp 1927/32 e.V.) ist ein Sportverein aus dem Erftstädter Stadtteil Erp im Rhein-Erft-Kreis. Die erste Fußballmannschaft nahm einmal am DFB-Pokal teil.

## Geschichte
Der Verein wurde im Jahre 1927 als Ballsportverein Erp gegründet und später in VfL Erp umbenannt. Die Mannschaft spielte jahrzehntelang lediglich auf lokaler Ebene und wurde dann 1963 Kreismeister und Aufsteiger in die Bezirksklasse. Im Jahre 1977 gelang der Mannschaft der Aufstieg in die Landesliga Mittelrhein, wo die Erper in der Aufstiegssaison 1977/78 als Achter den Aufstieg in die Verbandsliga Mittelrhein nur knapp verpassten. In jener Saison hätte im Zuge der Einführung der Oberliga Nordrhein der sechste Platz für den Aufstieg gereicht. Nach dem zwischenzeitlichen Abstieg kehrte der VfL Erp 1984 in die Landesliga zurück. Ein Jahr später qualifizierte sich die Mannschaft für den DFB-Pokal, wo sie in der ersten Runde dem SSV Ulm 1846 knapp mit 1:2 unterlagen. 1987 folgte der Abstieg aus der Landesliga, dem vier Jahre später der Abstieg aus der Bezirksliga folgte. 2007 stieg der VfL Erp in die Kreisliga B und 2016 in die Kreisliga C ab. 2018 folgte der Abstieg in die Kreisliga D. Im Jahr 2024 kehrte die erste Mannschaft in die Kreisliga C zurück.
Der VfL Erp nimmt seit 2009 mit einer Frauenfußballmannschaft am offiziellen Spielbetrieb teil.